# كوليه ديز أدولف (كيبك)
كوليه ديز أدولف (بالإنجليزية: Coulée-des-Adolphe)‏ هي unorganized area of Canada تقع في كندا في La Haute-Gaspésie.[بحاجة لمصدر] يقدر عدد سكانها بـ 0 نسمة ومساحتها 86.90 كم2 .